# Ильичёвский сельский округ (Карагандинская область)
Ильичевский сельский округ (каз. Ильич ауылдық округі) — административная единица в составе Абайского района Карагандинской области Казахстана. Административный центр — село Юбилейное.
Население — 1264 человека (2009; 1899 в 1999, 2277 в 1989).
По состоянию на 1989 год существовал Ильичевский сельский совет (сёла Жен, Карнак, Майбурнак, Тасзаемка, Юбилейное). 2007 года было ликвидировано село Карнак .

## Состав
В состав округа входят такие населённые пункты:
| Населённый пункт | Население, человек (1989) | Население, человек (1999) | Население, человек (2009) |
| ---------------- | ------------------------- | ------------------------- | ------------------------- |
| Жон, село        | 424                       | 316                       | 159                       |
| Карнак, село     | 247                       | 223                       | -                         |
| Майбурнак, село  | 39                        | -                         | -                         |
| Тасзаемка, село  | 264                       | 167                       | 79                        |
| Юбилейное, село  | 1303                      | 1193                      | 1026                      |